# 三依村
三依村（みよりむら）は、関東地方の北部、栃木県北部の村である。1955年5月5日に藤原町の一部となり、2006年3月20日以後は日光市の一部となっている。

## 地理
川治温泉と奥会津の間に位置する山村である。山間に位置するので、冬には雪が多い。
- 湖：五十里湖

## 歴史
- 江戸時代には会津藩の領地だった[1]。

- 明治元年12月7日（1869年1月19日）：会津藩が改易となり、領地(三依村の領域)が真岡知県事の管轄となる。
- 1889年4月1日：村制施行で藤原村の一部となる。
- 1893年3月18日：藤原村から、上三依や五十里などの地区が分立して、三依村が発足。
- 1955年5月5日：（旧）藤原町と新設合併し、再び藤原町の一部となる。

### 村名の由来
日光天領、会津藩領、宇都宮藩領の三つのエリアが隣接していた為に、「三依」の名称が生まれたといわれる。

## 教育機関
- 三依小学校
- 三依中学校

## 交通

### 鉄道
- 中心駅：上三依塩原温泉口駅
- 野岩鉄道会津鬼怒川線
  - 中三依温泉駅、上三依塩原温泉口駅、男鹿高原駅

### 道路
- 国道121号
- 国道400号

## 名産
- そば
国道121号は「三依そば街道」と呼ばれている。